# Dane Cook
Dane Jeffrey Cook, född 18 mars 1972 i Cambridge i Massachusetts, är en amerikansk ståuppkomiker och skådespelare. Han är känd för att använda sig av tre olika typer komedi, som är åt det observanta, vulgära och mörka hållet.
Dane Cook har i sitt yrke som skådespelare synts i ett flertal filmer, såsom Mystery Men, Waiting..., Employee of the Month, Mr. Brooks, Good Luck Chuck, Min brors flickvän och My Best Friend's Girl. År 2013 gjorde han även rösten till karaktären Dusty Spridenfält (engelska: Dusty Crophopper) i Disney-Pixarfilmen Flygplan, vilket han även gjorde i uppföljaren Flygplan 2: Räddningstjänsten, år 2014.
År 2017 började Cook att dejta den 26 år yngre fitnessinstruktören Kelsi Taylor, de förlovade sig den 13 juli 2022. Paret vigdes på den hawaiiska ön Oahu den 23 september 2023.

## Filmografi (i urval)
- 1995–1996 – Maybe This Time (TV-serie)
- 1997 – Buddy
- 1999 – Simon Sez
- 1999 – Mystery Men
- 1999–2001 – The Late Show (TV-serie)
- 2002 – The Touch
- 2003 – Fäst vid dig
- 2004 – Mr. 3000 (röst)
- 2004 – Torque – På högsta växel
- 2004 – Good Girls Don't... (TV-serie)
- 2005 – Waiting...
- 2005 – London
- 2005 – Duck Dodgers (TV-serie) (röst)
- 2006 – Employee of the Month
- 2007 – Mr. Brooks
- 2007 – Good Luck Chuck
- 2007 – Min brors flickvän
- 2008 – My Best Friend's Girl
- 2011 – Hawaii Five-0 (TV-serie)
- 2011 – Louie (TV-serie)
- 2011 – Detention
- 2012 – Guns and Girls
- 2013 – Flygplan (röst)
- 2014 – Flygplan 2: Räddningstjänsten (röst)
- 2015 – 400 Days
- 2017 – American Gods (TV-serie)
- 2018 – Robot Chicken (TV-serie) (röst)
- 2018 – The American Meme
- 2019 – American Exit